# ميخائيل باش (ملحن)
ميخائيل باش (بالألمانية: Michael Bach)‏ هو ملحن ألماني، ولد في 17 أبريل 1958 في فورمس في ألمانيا.

## وصلات خارجية
- الموقع الرسمي